# معركة تاكنا
معركة تاكنا، المعروف أيضا باسم معركة مرتفعات التحالف (بالإسبانية : باتالا ديل ألتو دي لا اليانزا)، دمرت على نحو فعال التحالف بين بيرو وبوليفيا ضد تشيلي، في حرب المحيط الهادئ التي صاغتها معاهدة سرية بين البلدين الموقعة في عام 1873. في 26 مايو 1880، قام الجيش التشيلي بعمليات شمال البلاد بقيادة مانويل غونزاليس باكوادينو، فاز فوز قاطع علي جيش بيرو وبوليفيا بقيادة الرئيس البوليفي، الجنرال نارسيسو كامبيرو، بعد ما يقرب من خمس ساعات من القتال الشرس. وحدث هذا في مكان المعركة هضبة تل إنتيوركو، على بعد بضعة كيلومترات إلى الشمال من مدينة تاكنا البيروفية. ونتيجة لهذه المعركة، عاد الجيش البوليفي إلى بلده، ولم يشاركوا قط في النزاع مرة أخرى، فترك بيرو لمكافحة ما تبقى من الحرب وحدها. كذلك، عززت من هذا النصر المجال التشيلي على مقاطعة تاراباكا، وهي الأراضي التي تم ضمها بصورة نهائية إلى تشيلي بعد علامة أنكون دي تراتادو (بالعربية: معاهدة تلك بمثابة بداية)، في عام 1884، الذي وضع حدا للحرب. وظلت تاكنا نفسها تحت سيطرة التشيلي حتى عام 1929.